# Fernando Maestre Gil
Fernando Tomás Maestre Gil (Sax, Alicante, 11 de enero de 1976) es un biólogo y ecólogo, catedrático universitario e investigador español.

## Biografía
Licenciado y doctorado en Biología por la Universidad de Alicante, en ambos casos con Premio Extraordinario, obtuvo una beca Fulbright que le permitió una estancia de dos años en la universidad estadounidense de Duke. También ha realizado estancias en otras universidades estadounidenses, en la Universidad Libre de Berlín (Alemania) o en la Universidad de Lanzhou (China), entre otras. A su regreso a España en 2005 se incorporó a la Universidad Rey Juan Carlos (URJC) como investigador y después como catedrático de Ecología. En 2019 quedó en excedencia en la URJC para dirigir el Laboratorio de Zonas Áridas y Cambio Global en la Universidad de Alicante en calidad de investigador distinguido.
El campo de investigación de Maestre Gil se centra, fundamentalmente, en el estudio de la ecología de los sistemas y zonas áridas, y como estos se enfrentan al cambio climático, la desertificación y la intervención humana; la relación entre biodiversidad y el funcionamiento y restauración de los ecosistemas dañados. En 2014 obtuvo un Consolidator Grant del Consejo Europeo de Investigación. Maestre Gil es considerado un referente internacional en sus investigaciones, ha publicado más de 240 artículos científicos en revistas de prestigio como Nature o Science, seis libros, es investigador principal en más de una quincena de proyectos, ha dirigido diez tesis doctorales y se sitúa en el 1% de los autores más citados del mundo en su área desde 2018.
A lo largo de su carrera ha recibido diferentes reconocimientos y premios como el de investigadores jóvenes de la Real Academia de Ciencias Exactas, Físicas y Naturales en 2013, el Premio de Investigación "Miguel Catalán" de la Comunidad de Madrid y el Premio Humboldt de Investigación de Alemania, ambos en 2014. En 2020, fue galardonado con el Premio Rey Jaime I de Protección del Medio Ambiente de la Generalidad Valenciana «por su trabajo pionero [que] ha contribuido a la formación del Paradigma del Desarrollo de Zonas Áridas, una nueva manera para estudiar la desertificación, que está influyendo no solo en la investigación, sino también en la gestión y en los esfuerzos de la política mundial para confrontar este fenómeno».